# یوسفا بوب
یوسفا بوب (انگلیسی: Yusupha Bobb؛ زادهٔ ۲۲ ژوئن ۱۹۹۶) بازیکن فوتبال اهل گامبیا است.
از باشگاه‌هایی که در آن بازی کرده است می‌توان به باشگاه فوتبال کیه‌وو ورونا و باشگاه فوتبال پادوا اشاره کرد.
وی همچنین در تیم‌های ملی فوتبال گامبیا بازی کرده است.